# JFire
JFire je ERP a CRM systém. První verze byla vydána v lednu 2006 pod GNU Lesser General Public License (LGPL). Jedná se tedy o Open source, který může kdokoliv zdarma používat, modifikovat nebo redistribuovat.
Systém je napsán plně v jazyce Java a je postaven na technologiích JavaEE 1.4 (dříve J2EE), JDO 2, Eclipse RCP 3. Proto může být jak klient, tak i server snadno rozšířen o jednotlivá zákaznické rozšíření resp. specifická oborová řešení.
Nyní se JFire nachází v tzv. vývojové beta fázi. JFire obsahuje moduly pro autorizaci a řízení práv uživatelů, základy účetnictví, skladového hospodářství, přímého online prodeje koncovým zákazníkům (web shop), prodeje přes prodejce, 2D grafický editor a dalších modulů. Reportovací modul je postaven na projektu BIRT umožňující komplexní návrh sestav.
Přestože hlavním cílem projektu JFire je vytvoření robustního a flexibilního vývojového frameworku pro snadnou tvorbu a implementaci odvětvových řešení, základní verze je využitelná v malých a středních podnicích.
JFire používá technologii JDO (persistetní objekty), proto je nezávislý na databábázovém serveru (DBMS) a zefektivňuje práci vývojáře (nepracuje se přímo s SQL). Kromě toho využití JDO umožňuje použití dalších DBMS typů (jako např. objektové databáze). JFire je distribuován s JDO2 referenční implementací JPOX, která podporuje velké množství různých relačních databází a db4o.
Použití technologií JavaEE, JDO a Eclipse RCP poskytuje velké množství výhod. Přesto mají také jednu nevýhodu – vyžadují více času na jejich pochopení a osvojení než „starší technologie“ (jako např. použití SQL apod.).

## Historie
Projekt JFire byl založen v roce 2003, poté, co se firma NightLabs rozhodla vyvinout nový rezervační systém. Protože chtěli postavit základ nového integrovaného ERP systému (nikoliv mnoho separátních programů), začali hledáním vhodného frameworku. Po určité době hledání a testování různých produktů, se firma NightLabs rozhodla pro tvorbu vlastního ERP frameworku postaveném na nových technologiích jako JDO a Eclipse RCP. Tyto technologii velmi usnadní vývoj následných projektů postavených nad JFire frameworkem.
První verzi, vydaná v lednu 2006, získala velmi rychle pozornost Eclipse komunity: německý The German Eclipse Magazin – publikoval v květnu 2006 článek, projekt JFire byl přizván na EclipseCon 2006 a v dubnu 2007 byl projekt JFire také přizván na Eclipse Forum Europe, kde zaujal vývojáře z BIRT týmu s grafickým návrhářem workflow.

## Cíle
Hlavním cílem projektu je vytvořit framework pro snadný vývoj oborových ERP. V tomto se výrazně liší od jiných ERP projektů, které mají za cíl primárně out-of-the-box řešení pro koncové uživatele.
Tým JFire věří, že nasazení ERP v různých oborech je tak rozdílné, že komplexní řešení má mnoho nevýhod. Dle názoru JFire týmu je řešení vše v jednom velmi náročné na konfiguraci, často málo flexibilní a v některých případech i "přes ruku".
Proto většina JFire modulů jsou distribuována jako základ pro následné rozšíření a nemusí být koncovým uživatelem vůbec použita nebo jen částečně použita.

## Architektura
JFire se skládá ze dvou částí – serveru a různých typů klientů. Nejběžnějším klientem je "rich klient". Je k dispozici také JSP web klient, který je používán např. pro webový obchod (v současné době podporuje jen část funkcionality). Dalšími klienty mohou být mobilní zařízení nebo systémy kontroly přístupu. JFire umožňuje práci s více společnostmi/provozními jednotkami, komunikaci serverů navzájem a komunikaci klienta s více servery. Každá organizace má svůj vlastní JDO datový prostor, který garantuje vysoký stupeň ochrany dat. Mezi organizacemi jsou vyměňována pouze vyžádaná data.
JFire framework je vytvořen s následující ideou – vytvořit modulární systém – v klientské části skládající se z OSGi pluginů postavených na Eclipse Rich Client Platform (RCP) a v serverové části z JavaEE EAR modulů. Díky této modularitě lze JFire použít i v non-ERP aplikacích, které využijí jen zlomek JFire modulů (např. pouze autorizaci uživatelů).